# Całka Jacksona
Całka Jacksona – szereg wyrażający operację odwrotną do {\displaystyle q}-różniczkowania.

## Definicja
Niech {\displaystyle f(x)} będzie funkcją zmiennej rzeczywistej {\displaystyle x.} Całkę Jacksona funkcji {\displaystyle f} definiuje się jako następujące rozwinięcie szeregu:
{\displaystyle \int f(x)\operatorname {d} _{q}x=(1-q)x\sum _{k=0}^{\infty }q^{k}f(q^{k}x).}
Ogólniej, jeżeli {\displaystyle g(x)} jest inną funkcją, a {\displaystyle \operatorname {D} _{q}g} oznacza jej {\displaystyle q}-pochodną, to można formalnie zapisać
{\displaystyle \int f(x)\operatorname {D} _{q}g\operatorname {d} _{q}x=(1-q)x\sum _{k=0}^{\infty }q^{k}f(q^{k}x)\operatorname {D} _{q}g(q^{k}x)=(1-q)x\sum _{k=0}^{\infty }q^{k}f(q^{k}x){\frac {g(q^{k}x)-g(q^{k+1}x)}{(1-q)q^{k}x}}}
lub
{\displaystyle \int f(x)\operatorname {d} _{q}g(x)=\sum _{k=0}^{\infty }f(q^{k}x)(g(q^{k}x)-g(q^{k+1}x)),}
co daje {\displaystyle q}-analog całki Riemanna-Stieltjesa.

## Całka Jacksona jakoq-pierwotna
Tak jak zwykła pierwotna funkcji ciągłej może być wyrażona za pomocą jej całki Riemanna, tak możliwe jest wykazanie, że całka Jacksona jednoznacznie wyznacza {\displaystyle q}-pierwotną w pewnej klasie funkcji.

### Twierdzenie
Niech {\displaystyle 0<q<1.} Jeżeli wyrażenie {\displaystyle |f(x)x^{\alpha }|} jest ograniczone na przedziale {\displaystyle [0,A)} dla pewnego {\displaystyle 0\leqslant \alpha <1,} to całka Jacksona funkcji {\displaystyle f(x)} zbiega do funkcji {\displaystyle F(x)} na {\displaystyle [0,A)} będącej {\displaystyle q}-pierwotną {\displaystyle f(x).} Co więcej, {\displaystyle F(x)} jest ciągła w punkcie {\displaystyle x=0,} gdzie {\displaystyle F(0)=0} i jest jednoznacznie wyznaczoną pierwotną {\displaystyle f(x)} w tej klasie funkcji.